# Ugo Flavio Pitón
Ugo Flavio Pitón, né au hameau de « V’lo Bòsc » (Castel del Bosco) à Roure, le 31 mars 1921 , et décédé au hameau de « Charjaor » (aujourd'hui « Roreto », en Français : Chargeoir) à Roure, le 14 août 2017 , , est un écrivain, un historien, un ethnomusicologue italien de langue occitane et de langue italienne.

## Biographie
Il participe à la Seconde Guerre mondiale dans la Marine Militaire Italienne. Il est fait prisonnier dans l'île grecque d'Astypalée (ou « Stampalia » en Italien) en octobre 1943, conduit à la prison de Vilnius, puis au Camp de Majdanek ou « Konzentrationslager Lublin »), où  il passe des moments très difficiles. Il est Libéré par les troupes britanniques, et revient sa région d'origine en août 1945 où il reprend son travail d'ouvrier auprès de  la société RIV, à Villar Perosa,.
En 1968, il est l'un des cofondateurs de l'association culturelle occitane « La Valaddo » et a été rédacteur en chef de la revue homonyme, publiée par l'association, à laquelle il contribue jusqu'à la fin de sa vie.
Son premier ouvrage « Lou còr de ma Gent », publié en 1980, reçoit la médaille d'or du « Gran Premio artistico letterario città di Barge » (Grand Prix Artistique Littéraire de la ville de Barge).
En 1982, il fonde le « Group Tradisioun Poupoulara val Cluuzoun - val Sanmartín - La Tèto Aut » (Groupe de traditions populaires du Val Cluson - Val saint Martin - La Tête Haute), un groupe de danse traditionnelles dont le répertoire exploite le patrimoine musical qu'il a recueilli, pendant des années dans Le Val Pellice, le Val Germanasca et le Val Chisone, dont les plus typiques sont les « Courento du Val Cluzoun » ou « Garneirencho »,.
En 1985, il reçoit pour son ouvrage « La joi de vioure de ma Gent - Musiche e danze delle valli Cluuzoun e Sanmartín », le « Prix International d'Anthropologie Giuseppe Pitrè/Salvatore Salomone-Marino » attribué par l'université de Palerme.
En 1995, il publie les récits de leurs années passées dans la résistance des maquisardes anti-fascistes  Viola Lageard et Elsa Bertalotto.
Il anime pendant des années les cours de « patouà » (patois) dans les écoles primaires de Roure en tant que « Manteneire de la lengo » (défenseur de la langue) et « Felibre manteneire » (Félibre associé).
En 2004, il est toujours président de l'association « La Tèto Aut » et participe avec ce groupe de danses traditionnelles à l'animation des évènements organisés par les associations culturelles provençales, comme le vingtième anniversaire de l'association « A Vastera » à La Brigue.

## Les archives historiques d'Ugo Flavio Pitón
La famille d'Ugo Flavio Pitón et les animateurs du groupe folklorique « La Teto Aut » ont souhaîté rassembler dans un seul lieu, l'immense documentation historique et ethnologique qu'il a rassemblé pendant sa vie. L'« Archivio Storia di Ugo Flavio Piton », installé au hameau de Roreto, à Roure, a été inauguré le 31 mars 2019.

## Œuvres principales

### Ouvrages
- (oc) Ugo Flavio Piton (préf. Ezio Martin), Lou cör de ma Gent, Cavour, Grafica Cavourese Editrice, coll. « Ma gent » (no 1), 1980, 147 p. (OCLC 799074103, SUDOC 005855896).
- (it) Ugo Flavio Piton, "La joi de vioure de ma gent" : musiche e danze delle valli Cluuzoun e Sanmartin, Cavour, Grafica cavourese editrice, coll. « Ma Gent » (no 2), 1986, 214 p. (OCLC 799073405, SUDOC 005782597).
- (it) Ugo Flavio Pitón, La fouà de ma Gent : La chiesa parrochiale di Castel del Bosco 1686-88, Cavour, Grafica Cavourese Editrice, coll. « Ma gent » (no 3), 1987.
- (oc) Ugo Flavio Pitón, Joi, travahl e souffransa de ma gent : biografie di anziani delle valli Cluzoun e Sanmartin, Cavour, Edizioni Grafica Cavourese, coll. « Ma Gent » (no 4, Récension dans La Beidana, 9 (mai 1993), n. 18, p. 69 par Giorgio Tourn), 1991, 334 p..
- (it) Ugo Flavio Pitón, Group Tradisioun Poupoulara Val Cluuzoun - Val Sanmartin “La Tèto Aut”, La Tèto Aut. Decennale di fondazione. Castel del Bosco, Roure., Cavour, Grafica Cavourese Editrice, coll. « Ma gent » (no 5), 1992.
- (it) Ugo Flavio Pitón, La società di mutuo soccorso tra gli operai e gli agricoltori del comune di Roure, Cavour, Grafica Cavourese Editrice, coll. « Ma gent » (no 6), 1993, 164 p..
- (oc) Ugo Flavio Pitón (ill. Milena Fossat), L'Evangile segount doun Batistin curà d' lâ Grangetta : (33 racconti in provenzale alpino di Castel del Bosco con traduzione italiana), Cavour, Grafica Cavourese Editrice, coll. « Ma Gent » (no 7), 1994 (réimpr. 1995) (1re éd. 1994), 225 p..
- (oc) Ugo Flavio Pitón (ill. Milena Fossat), "Voucasioun, metìe e proufesioun de ma Gent" : Biografie di uomini e donne delle nostre valli, Perosa Argentina, GBF Grafica Valchisone Editrice, coll. « Ma Gent » (no 8), 1995, 446 p.Récension dans La Beidana, 12 (juin 1996), n. 26, pp. 69-70 par Giorgio Tourn
- (it) Ugo Flavio Pitón (ill. Cartes géografiques du Studio Piero Piton, photogr. Photo de couverture de Domenico Rosselli), “Per pâ eisubliâ” : : affinché i giovani sappiano e gli anziani ricordino, Perosa Argentina, Grafica Valchisone, coll. « Ma gent » (no 9), 1998, 558 p..
- (oc) Ugo Flavio Pitón (préf. Ezio Martin, ill. Francesca Sechi "Francy"), "Setà decaire la flammo dei fouìe" : poesie, proverbi, modi di dire, Perosa Argentina, Grafica Valchisone, coll. « Ma Gent » (no 10), 2010, 326 p..
- (oc) Ugo Flavio Pitón, La crou de Maurel : (Storia - Antropologia - Toponomastica), Perosa Argentina, Centro Stampa Valchisone, coll. « Ma Gent » (no 12), 2009, 75 p..
- (it) Ugo Flavio Piton (préf. Piergiorgio Debernardi), La parrocchia di San Giovanni Battista di Villaretto e la cappella di Nostra Signora della Neve a Seleiraut : (fede - storia - toponomastica - alpeggi - laghi - cime), Perosa Argentina, Centro Stampa Valchisone, coll. « Ma Gent, Récension dans La Valaddo 43 (Marzo 2014) N. 1, p. 23 par Maria Dovio Baret » (no 14), 2013, 353 p..
- (oc) Ugo Flavio Pitón (trad. Emile Gauthier (parties en français), ill. Milena Bonnin, Giovanni Carena, Milena Fossat, "Francy", Davide Gasca, Lidia Piton), Emousioun e riflesioun, Perosa Argentina, LaReditore, Centro Stampa Valchisone, coll. « Ma Gent » (no 15), 2014, 191 p. (ISBN 9788898345229);
- (oc) Ugo Flavio Pitón (ill. M. Fossat et U. F. Piton, photogr. B. Allaix, ... [et al.]), La bello lengo de ma Mamma e de mi Reire : (La bella lingua di mia mamma e dei miei avi), Perosa Argentina, LAReditore, 2016, 256 p. (ISBN 9788898345540)Récension dans La Valaddo 46 (juin 2017), fasc. 2, p. 16 par Maria Dovio Baret

### Articles
- (oc) Ugo Flavio Pitón, « Benvengù en tèro d'Oc », Novel temp : quaderno di cultura e studi occitani alpini, Sampeyre, Associazione Soulestrelh, no 20,‎ settembre-dicembre 1982, p. 54-55.
- (it) Ugo Flavio Pitón, « Terminologia dell’apicoltura occitana subalpina », Per un Museo dell’Agricoltura in Piemonte III. Passato e presente dell’apicoltura subalpina., Torino, Associazione Museo dell’Agricoltura del Piemonte,‎ 1982, pp. 97-106.
- (it) Ugo Flavio Piton, « La chiesa di Santo Stefano in Castel del Bosco », Bollettino della Società Storica Pinerolese, Pinerolo, Società Storica Pinerolese,‎ novembre 1985, p. 19.
- Modèle:Articke.